# Campeonato Mundial de Clubes de Voleibol Masculino de 2022
O Campeonato Mundial de Clubes de Voleibol Masculino de 2022 foi a 17.ª edição deste torneio organizado anualmente pela Federação Internacional de Voleibol (FIVB). O evento ocorreu entre os dias 7 e 11 de dezembro e realizado pela terceira vez consecutiva na cidade de Betim, Minas Gerais, Brasil.
O time italiano Sir Safety Susa Perugia conquistou seu primeiro título mundial ao derrotar o compatriota Itas Trentino na final por 3 sets a 1. Completando o pódio do torneio, o anfitrião Sada Cruzeiro Vôlei venceu o também brasileiro Itambé/Minas e assegurou a medalha de bronze. O levantador italiano Simone Giannelli, além de ter sido premiado como o melhor jogador em sua função, também recebeu o prêmio de melhor jogador da competição (MVP).

## Formato da disputa
O torneio foi divido na fase classificatória e na fase final. A fase classificatória foi disputada em turno único, com todas as equipes se enfrentando dentro de seu grupo. Os dois primeiros classificados de cada grupo avançaram para a fase final, estruturada em semifinais, disputa pelo terceiro lugar e final.

### Critérios de desempate
1. Número de vitórias
2. Número de pontos
3. Razão dos sets
4. Razão dos pontos
5. Resultado da última partida entre os times empatados

- Partidas terminadas em 3–0 ou 3–1: 3 pontos para o vencedor, 0 pontos para o perdedor;
- Partidas terminadas em 3–2: 2 pontos para o vencedor, 1 ponto para o perdedor.[7]

## Equipes participantes
| Equipe                  | Confederação | Qualificação                                           | Última aparição |
| ----------------------- | ------------ | ------------------------------------------------------ | --------------- |
| Sada Cruzeiro Vôlei     | CSV          | Anfitrião                                              | 2021            |
| Itambé/Minas            | CSV          | Vice-campeão do Campeonato Sul-Americano de 2022       | 2016            |
| Vôlei Renata/Campinas   | CSV          | Terceiro colocado no Campeonato Sul-Americano de 2022  | Estreante       |
| Itas Trentino           | CEV          | Vice-campeão da Liga dos Campeões da Europa de 2021–22 | 2021            |
| Paykan Tehran           | AVC          | Campeão do Campeonato Asiático de 2022                 | 2015            |
| Sir Safety Susa Perugia | CEV          | Convidado                                              | Estreante       |

Notas:
- O Sada Cruzeiro Vôlei garantiu vaga no torneio como clube anfitrião, portanto, o Vôlei Renata/Campinas, terceiro colocado no Campeonato Sul-Americano de 2022, se qualificou de acordo com o Regulamento do Evento da FIVB.[1]

- O ZAKSA Kędzierzyn-Koźle, atual campeão da Liga dos Campeões da Europa de 2021–22, desistiu de competir o torneio alegando razões logísticas, tendo em conta o intenso calendário de jogos, bem como a saúde e segurança da equipe. Assim, de acordo com o artigo 4.8.1 do Regulamento do Evento da FIVB, a FIVB convidou o próximo clube classificado dentro do respectivo percurso de qualificação, o Sir Safety Susa Perugia, para preencher a respectiva vaga.[1][8]

## Local das partidas
| Betim, Brasil        |
| -------------------- |
| Ginásio Divino Braga |
|                      |
| Capacidade: 6 000    |

## Grupos
| Grupo A                 | Grupo B       |
| ----------------------- | ------------- |
| Sada Cruzeiro Vôlei     | Itambé/Minas  |
| Vôlei Renata/Campinas   | Itas Trentino |
| Sir Safety Susa Perugia | Paykan Tehran |

## Fase classificatória
- As partidas seguem o fuso horário de Brasília (UTC−3).

|  | Classificados para as semifinais |

### Grupo A
|     |                         |     | Jogos | Jogos | Jogos | Resultados | Resultados | Resultados | Resultados | Resultados | Resultados | Sets | Sets | Sets  | Pontos | Pontos | Pontos |
| Pos | Equipe                  | Pts | T     | V     | D     | 3–0        | 3–1        | 3–2        | 2–3        | 1–3        | 0–3        | V    | P    | R     | V      | P      | R      |
| --- | ----------------------- | --- | ----- | ----- | ----- | ---------- | ---------- | ---------- | ---------- | ---------- | ---------- | ---- | ---- | ----- | ------ | ------ | ------ |
| 1   | Sir Safety Susa Perugia | 6   | 2     | 2     | 0     | 1          | 1          | 0          | 0          | 0          | 0          | 6    | 1    | 6,000 | 179    | 153    | 1.170  |
| 2   | Sada Cruzeiro Vôlei     | 3   | 2     | 1     | 1     | 1          | 0          | 0          | 0          | 1          | 0          | 4    | 3    | 1.333 | 169    | 168    | 1.006  |
| 3   | Vôlei Renata/Campinas   | 0   | 2     | 0     | 2     | 0          | 0          | 0          | 0          | 0          | 2          | 0    | 6    | 0,000 | 123    | 150    | 0.820  |

Resultados
| 7 de dezembro 21ː30 P2 AQ | Sada Cruzeiro Vôlei | 3 — 0             | Vôlei Renata/Campinas | Ginásio Divino Braga, Betim Público: 2 157 Árbitro(s): BRA Anderson Caçador MEX Luis Gerardo Macias |
| 7 de dezembro 21ː30 P2 AQ | 25                  | Set 1 Set 2 Set 3 | 20 22                 | Ginásio Divino Braga, Betim Público: 2 157 Árbitro(s): BRA Anderson Caçador MEX Luis Gerardo Macias |

| 8 de dezembro 21ː40 P2 AQ | Vôlei Renata/Campinas | 0 — 3             | Sir Safety Susa Perugia | Ginásio Divino Braga, Betim Público: 1 150 Árbitro(s): URU Denis Fabián C. Mozzo PUR Hector Ortiz |
| 8 de dezembro 21ː40 P2 AQ | 22 16 21              | Set 1 Set 2 Set 3 | 25                      | Ginásio Divino Braga, Betim Público: 1 150 Árbitro(s): URU Denis Fabián C. Mozzo PUR Hector Ortiz |

| 9 de dezembro 21ː15 P2 AQ | Sada Cruzeiro Vôlei | 1 — 3                   | Sir Safety Susa Perugia | Ginásio Divino Braga, Betim Público: 4 712 Árbitro(s): DOM Denny Francisco L. Cespedes PER Walter Hugo V. Mechan |
| 9 de dezembro 21ː15 P2 AQ | 21 31 21            | Set 1 Set 2 Set 3 Set 4 | 25 29 25                | Ginásio Divino Braga, Betim Público: 4 712 Árbitro(s): DOM Denny Francisco L. Cespedes PER Walter Hugo V. Mechan |

### Grupo B
|     |               |     | Jogos | Jogos | Jogos | Resultados | Resultados | Resultados | Resultados | Resultados | Resultados | Sets | Sets | Sets  | Pontos | Pontos | Pontos |
| Pos | Equipe        | Pts | T     | V     | D     | 3–0        | 3–1        | 3–2        | 2–3        | 1–3        | 0–3        | V    | P    | R     | V      | P      | R      |
| --- | ------------- | --- | ----- | ----- | ----- | ---------- | ---------- | ---------- | ---------- | ---------- | ---------- | ---- | ---- | ----- | ------ | ------ | ------ |
| 1   | Itas Trentino | 6   | 2     | 2     | 0     | 1          | 1          | 0          | 0          | 0          | 0          | 6    | 1    | 6,000 | 175    | 149    | 1.174  |
| 2   | Itambé/Minas  | 3   | 2     | 1     | 1     | 0          | 1          | 0          | 0          | 0          | 1          | 3    | 4    | 0.750 | 163    | 168    | 0.970  |
| 3   | Paykan Tehran | 0   | 2     | 0     | 2     | 0          | 0          | 0          | 0          | 2          | 0          | 2    | 6    | 0.333 | 180    | 201    | 0.896  |

Resultados
| 7 de dezembro 18ː00 P2 AQ | Itambé/Minas | 3 — 1                   | Paykan Tehran | Ginásio Divino Braga, Betim Público: 464 Árbitro(s): PUR Hector Ortiz DOM Denny Francisco L. Cespedes |
| 7 de dezembro 18ː00 P2 AQ | 22 27 25     | Set 1 Set 2 Set 3 Set 4 | 25 18         | Ginásio Divino Braga, Betim Público: 464 Árbitro(s): PUR Hector Ortiz DOM Denny Francisco L. Cespedes |

| 8 de dezembro 18ː00 P2 AQ | Itas Trentino | 3 — 1                   | Paykan Tehran | Ginásio Divino Braga, Betim Público: 537 Árbitro(s): PER Walter Hugo V. Mechan BRA Anderson Caçador |
| 8 de dezembro 18ː00 P2 AQ | 25            | Set 1 Set 2 Set 3 Set 4 | 20 21 27 19   | Ginásio Divino Braga, Betim Público: 537 Árbitro(s): PER Walter Hugo V. Mechan BRA Anderson Caçador |

| 9 de dezembro 18ː15 P2 AQ | Itambé/Minas | 0 — 3             | Itas Trentino | Ginásio Divino Braga, Betim Público: 788 Árbitro(s): MEX Luis Gerardo Macias URU Denis Fabián C. Mozzo |
| 9 de dezembro 18ː15 P2 AQ | 21 23 18     | Set 1 Set 2 Set 3 | 25            | Ginásio Divino Braga, Betim Público: 788 Árbitro(s): MEX Luis Gerardo Macias URU Denis Fabián C. Mozzo |

## Fase final
|  | Semifinais              | Semifinais    |                         |   | Final | Final |
|  |                         |               |                         |   |       |       |
|  | 10 de dezembro          |               |                         |   |       |       |
|  |                         |               |                         |   |       |       |
|  | Sir Safety Susa Perugia | 3             |                         |   |       |       |
|  | Sir Safety Susa Perugia | 3             | 11 de dezembro          |   |       |       |
|  | Itambé/Minas            | 0             |                         |   |       |       |
|  | Itambé/Minas            | 0             | Sir Safety Susa Perugia | 3 |       |       |
|  | 10 de dezembro          |               | Sir Safety Susa Perugia | 3 |       |       |
|  |                         | Itas Trentino | 1                       |   |       |       |
|  | Itas Trentino           | Itas Trentino | 1                       | 3 |       |       |
|  | Itas Trentino           |               |                         | 3 |       |       |
|  | Sada Cruzeiro Vôlei     | 0             |                         |   |       |       |
|  | Sada Cruzeiro Vôlei     | 0             | Terceiro lugar          |   |       |       |
|  |                         |               |                         |   |       |       |
|  | 11 de dezembro          |               |                         |   |       |       |
|  |                         |               |                         |   |       |       |
|  | Itambé/Minas            | 1             |                         |   |       |       |
|  | Itambé/Minas            | 1             |                         |   |       |       |
|  | Sada Cruzeiro Vôlei     | 3             |                         |   |       |       |

### Semifinais
| 10 de dezembro 18ː30 P2 AQ | Itas Trentino | 3 — 0             | Sada Cruzeiro Vôlei | Ginásio Divino Braga, Betim Público: 3 458 Árbitro(s): MEX Luis Gerardo Macias DOM Denny Francisco L. Cespedes |
| 10 de dezembro 18ː30 P2 AQ | 25            | Set 1 Set 2 Set 3 | 13 22 17            | Ginásio Divino Braga, Betim Público: 3 458 Árbitro(s): MEX Luis Gerardo Macias DOM Denny Francisco L. Cespedes |

| 10 de dezembro 21ː30 P2 AQ | Sir Safety Susa Perugia | 3 — 0             | Itambé/Minas | Ginásio Divino Braga, Betim Público: 2 154 Árbitro(s): PER Walter Hugo V. Mechan PUR Hector Ortiz |
| 10 de dezembro 21ː30 P2 AQ | 25                      | Set 1 Set 2 Set 3 | 19 17        | Ginásio Divino Braga, Betim Público: 2 154 Árbitro(s): PER Walter Hugo V. Mechan PUR Hector Ortiz |

### Terceiro lugar
| 11 de dezembro 13ː00 P2 AQ | Itambé/Minas | 1 — 3                   | Sada Cruzeiro Vôlei | Ginásio Divino Braga, Betim Público: 4 251 Árbitro(s): PUR Hector Ortiz BRA Anderson Caçador |
| 11 de dezembro 13ː00 P2 AQ | 31 24 21 19  | Set 1 Set 2 Set 3 Set 4 | 29 26 25            | Ginásio Divino Braga, Betim Público: 4 251 Árbitro(s): PUR Hector Ortiz BRA Anderson Caçador |

### Final
| 11 de dezembro 16ː25 P2 AQ | Sir Safety Susa Perugia | 3 — 1                   | Itas Trentino | Ginásio Divino Braga, Betim Público: 3 085 Árbitro(s): DOM Denny Francisco L. Cespedes MEX Luis Gerardo Macias |
| 11 de dezembro 16ː25 P2 AQ | 20 25 27 25             | Set 1 Set 2 Set 3 Set 4 | 25 23 25 19   | Ginásio Divino Braga, Betim Público: 3 085 Árbitro(s): DOM Denny Francisco L. Cespedes MEX Luis Gerardo Macias |

## Classificação final
| Posição | Equipe                  |
| ------- | ----------------------- |
|         | Sir Safety Susa Perugia |
|         | Itas Trentino           |
|         | Sada Cruzeiro Vôlei     |
| 4       | Itambé/Minas            |
| 5       | Paykan Tehran           |
| 6       | Vôlei Renata/Campinas   |

## Estatísticas
As tabelas abaixo mostram os 3 melhores jogadores em cada habilidade ao final do torneio.
| Maiores pontuadores | Maiores pontuadores    | Maiores pontuadores | Maiores pontuadores | Maiores pontuadores | Maiores pontuadores |
|                     | Jogador                | Ataques             | Bloqueios           | Saques              | Total               |
| ------------------- | ---------------------- | ------------------- | ------------------- | ------------------- | ------------------- |
| 1                   | Alessandro Michieletto | 45                  | 5                   | 11                  | 61                  |
| 2                   | Matey Kaziyski         | 48                  | 2                   | 8                   | 58                  |
| 3                   | Wallace de Souza       | 55                  | 1                   | 1                   | 57                  |

| Melhores atacantes | Melhores atacantes     | Melhores atacantes | Melhores atacantes | Melhores atacantes | Melhores atacantes | Melhores atacantes |
|                    | Jogador                | Pts.               | Erros              | Ataques            | Média              | %                  |
| ------------------ | ---------------------- | ------------------ | ------------------ | ------------------ | ------------------ | ------------------ |
| 1                  | Wallace de Souza       | 55                 | 5                  | 40                 | 13.75              | 55.00              |
| 2                  | Matey Kaziyski         | 48                 | 6                  | 33                 | 12.00              | 55.17              |
| 3                  | Alessandro Michieletto | 45                 | 4                  | 33                 | 11.25              | 54.88              |

| Melhores bloqueadores | Melhores bloqueadores | Melhores bloqueadores | Melhores bloqueadores | Melhores bloqueadores | Melhores bloqueadores | Melhores bloqueadores |
|                       | Jogador               | Bloq.                 | Erros                 | Reb.                  | Média                 | %                     |
| --------------------- | --------------------- | --------------------- | --------------------- | --------------------- | --------------------- | --------------------- |
| 1                     | Matheus Bispo         | 9                     | 2                     | 4                     | 2.25                  | 46.67                 |
| 2                     | Marko Podraščanin     | 9                     | 0                     | 7                     | 2.25                  | 56.25                 |
| 3                     | Flávio Gualberto      | 9                     | 0                     | 6                     | 2.25                  | 60.00                 |

| Melhores sacadores | Melhores sacadores     | Melhores sacadores | Melhores sacadores | Melhores sacadores | Melhores sacadores | Melhores sacadores |
|                    | Jogador                | Pts.               | Erros              | Tentativas         | Média              | %                  |
| ------------------ | ---------------------- | ------------------ | ------------------ | ------------------ | ------------------ | ------------------ |
| 1                  | Alessandro Michieletto | 11                 | 12                 | 51                 | 2.75               | 14.86              |
| 2                  | Matey Kaziyski         | 8                  | 17                 | 36                 | 2.00               | 13.11              |
| 3                  | Marko Podraščanin      | 6                  | 10                 | 36                 | 1.50               | 11.54              |

| Melhores levantadores | Melhores levantadores | Melhores levantadores | Melhores levantadores | Melhores levantadores | Melhores levantadores | Melhores levantadores |
|                       | Jogador               | Êxito                 | Erros                 | Tent.                 | Média                 | %                     |
| --------------------- | --------------------- | --------------------- | --------------------- | --------------------- | --------------------- | --------------------- |
| 1                     | Riccardo Sbertoli     | 42                    | 0                     | 276                   | 10.50                 | 13.21                 |
| 2                     | Simone Giannelli      | 34                    | 0                     | 267                   | 8.50                  | 11.30                 |
| 3                     | William Arjona        | 31                    | 0                     | 198                   | 7.75                  | 13.54                 |

| Melhores defensores | Melhores defensores | Melhores defensores | Melhores defensores | Melhores defensores | Melhores defensores | Melhores defensores |
|                     | Jogador             | Def.                | Erros               | Recepções           | Média               | %                   |
| ------------------- | ------------------- | ------------------- | ------------------- | ------------------- | ------------------- | ------------------- |
| 1                   | Maique Nascimento   | 20                  | 0                   | 2                   | 5.00                | 90.91               |
| 2                   | Gabriele Laurenzano | 20                  | 0                   | 0                   | 5.00                | 100.00              |
| 3                   | Lucas Provenzano    | 18                  | 0                   | 1                   | 4.50                | 94.74               |

| Melhores receptores | Melhores receptores | Melhores receptores | Melhores receptores | Melhores receptores | Melhores receptores | Melhores receptores |
|                     | Jogador             | Êxito               | Erros               | Tent.               | Média               | %                   |
| ------------------- | ------------------- | ------------------- | ------------------- | ------------------- | ------------------- | ------------------- |
| 1                   | Maique Nascimento   | 27                  | 1                   | 44                  | 6.75                | 37.50               |
| 2                   | Miguel López        | 21                  | 4                   | 33                  | 5.25                | 36.21               |
| 3                   | Gabriele Laurenzano | 21                  | 5                   | 56                  | 5.25                | 25.61               |

Fonte: Volleyball World

## Premiações
| Campeonato Mundial de Clubes de 2022         |
| Itália                                       |
| -------------------------------------------- |
| Sir Safety Susa Perugia Campeão (1.º título) |

### Prêmios individuais
A seleção do campeonato foi composta pelos seguintes jogadores:
- MVP (Most Valuable Player):  Simone Giannelli